# Фридрих (Изенбург-Филипсайх)
Вижте пояснителната страница за други личности с името Фридрих.
Фолрат Фридрих фон Изенбург-Бюдинген-Филипсайх (на немски: Vollrath Friedrich von Ysenburg-Büdingen-Philippseich; * 15 септември 1800 в дворец Филипсайх при Драйайх; † 9 януари 1864 във Вехтерсбах) е граф на Изенбург-Бюдинген и господар на Филипсайх при Драйайх (1838 – 1864).
Той е вторият син на граф Хайнрих Фердинанд фон Изенбург-Бюдинген-Филипсайх (1770 – 1838) и съпругата му графиня Амалия Изабела Сидония фон Бентхайм-Текленбург (1768 – 1822), дъщеря на граф Мориц Казимир II фон Бентхайм-Текленбург (1735 – 1805) и графиня Хелена Шарлота София фон Сайн-Витгенщайн-Берлебург (1739 – 1805).
Братята му са Георг Казимир Фридрих Лудвиг (1794 – 1875), Карл Лудвиг Хайнрих Ернст (1796 – 1863) и Карл Хайнрих Фердинанд (1806 – 1866).
Сестра му Луиза Шарлота Филипина Фердинанда (1798 – 1877) е омъжена на 14 октомври 1823 г. за граф Адолф II фон Изенбург-Бюдинген-Вехтерсбах (1795 – 1859), а сестра му Шарлота София Хенриета Луиза (1803 – 1874) е омъжена на 22 януари 1827 г. във Вехтерсбах за княз Георг фон Льовенщайн-Вертхайм-Фройденберг (1775 – 1855), бъдещият му тъст.
Фолрат Фридрих умира на 9 януари 1864 г. във Вехтерсбах и е погребан във Филипсайх.

## Фамилия
Фолрат Фридрих се жени на 30 септември 1828 г. във Вертхайм за принцеса Малвина Христина/Шарлота фон Льовенщайн-Вертхайм-Фройденберг (* 27 декември 1808 във Вертхайм; † 18 февруари 1879 в Колберг), дъщеря на княз Георг Вилхелм Лудвиг фон Льовенщайн-Вертхайм-Фройденберг (1775 – 1855) и първата му съпруга графиня Ернестина Луиза фон Пюклер-Лимпург (1784 – 1824). Нейният баща се жени втори път на 22 януари 1827 г. във Вехтерсбах за неговата сестра графиня Шарлота София Хенриета Луиза фон Изенбург-Бюдинген-Филипсайх (1803 – 1874).
Фолрат Фридрих и принцеса Малвина се развеждат през 1851 г. Те имат децата:
- Хайнрих Фердинад (1832 – 1893), граф на Изенбург-Бюдинген-Филипсайх, женен на 14 април 1868 г. във Ваймар за Мелания Хорокс (1845 – 1928), направена „графиня фон Бюдинген“ от велкия херцог на Хесен на 19 февруари 1888 г.; нейните деца получават титлата „граф/графиня фон Бюдинген“
- Константин Вилхелм Карл (1833 – 1917), женен на 15 юли 1875 г. в Берхтесгаден за Анна Майер (1851 – 1942), направена „фон Майер“ 1875 г.
- Георг Адолф (1840 – 1904)
- Текла (1829 – 1830)
- Амалия (1830 – 1909)

Съпругата му Малвина фон Льовенщайн-Вертхайм се омъжва втори път на 24/26 юни 1854 г. в Ашафенбург за Антонио Бартоломео Пирес висконт Квелуц. 